# Fiordo de Hardanger

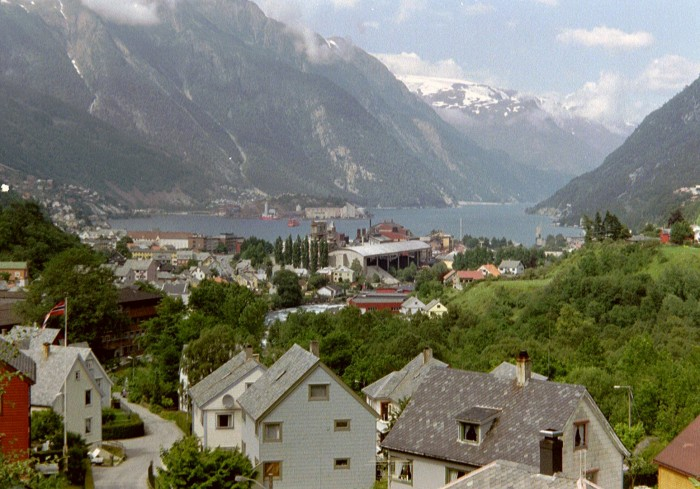
El fiordo de Hardanger visto desde Odda.

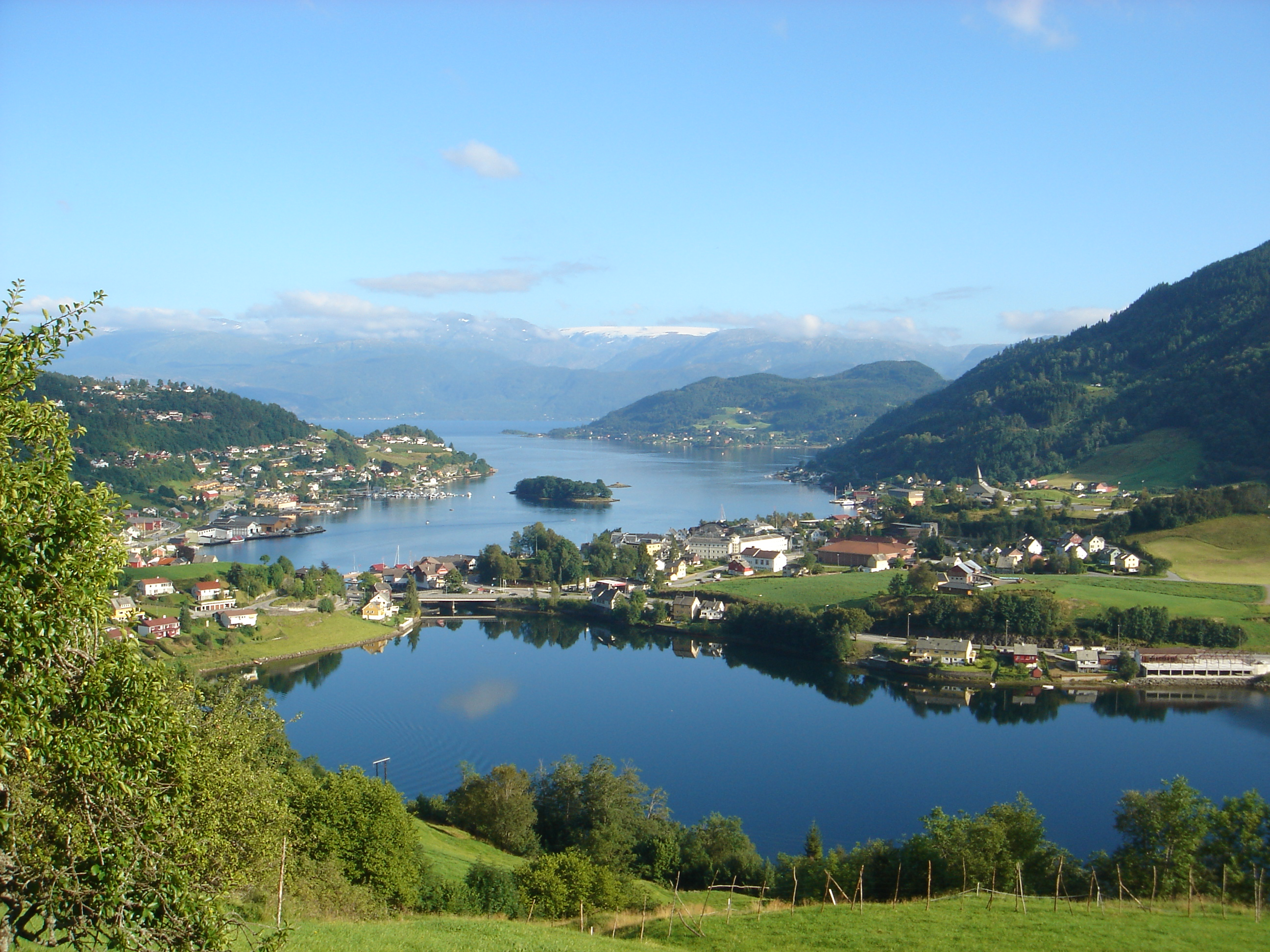
Vista del fiordo de Hardanger en Ytre Samlafjorden

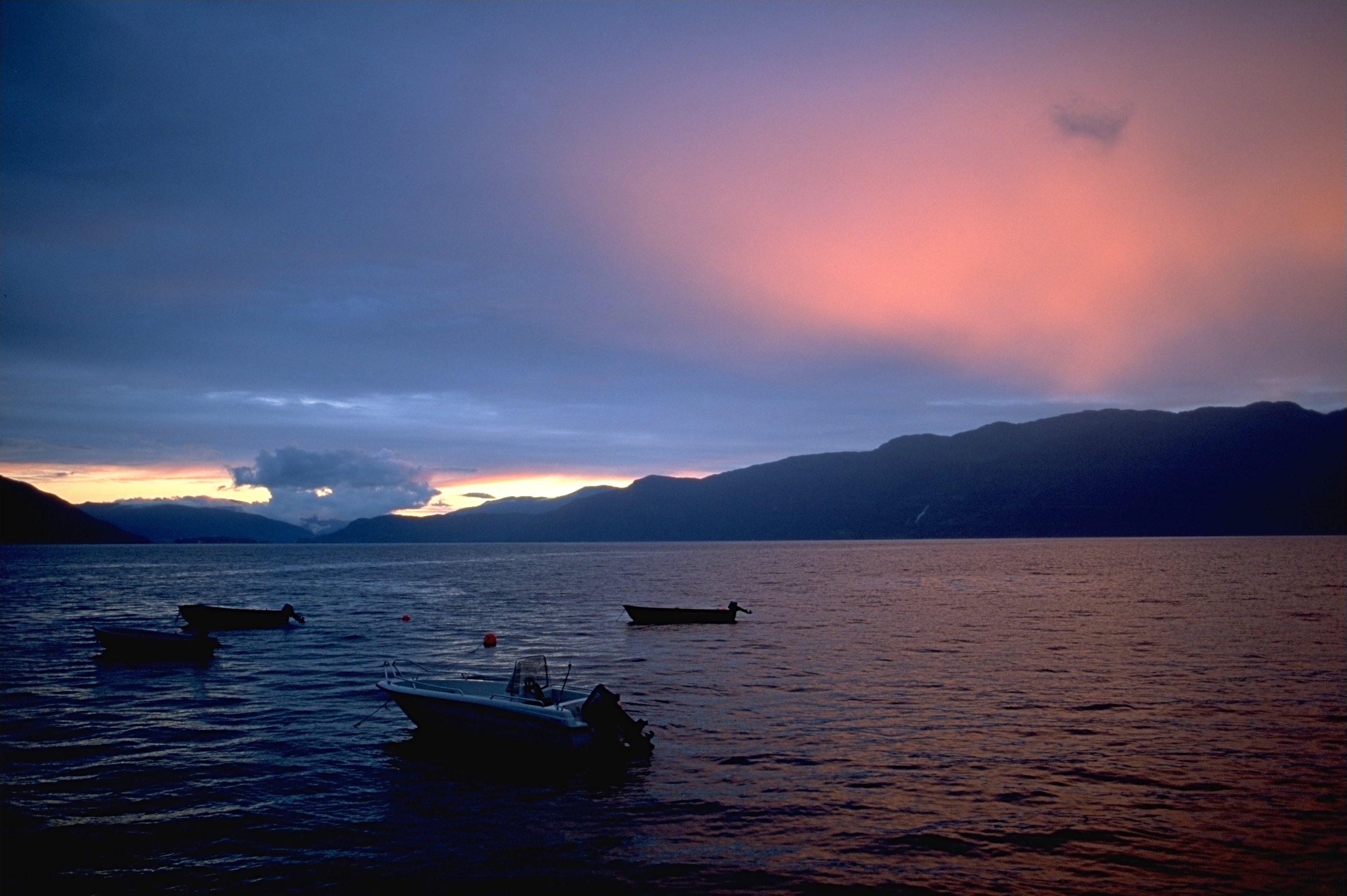
Puesta de sol en el fiordo de Hardanger

El fiordo de Hardanger (en noruego: Hardangerfjord) es un fiordo del mar del Norte que se encuentra en la parte sur de la costa de Noruega, y que con una longitud de 179 km es el tercer fiordo más grande del mundo y el segundo más grande de Noruega. Administrativamente, el fiordo se encuentra en el distrito de Hardanger del condado de Hordaland. 
El fiordo de Hardanger comienza al sur de Bergen y penetra en dirección noreste hasta que alcanza la meseta de Hardangervidda. El brazo más extenso del Hardanger es el Sørfjorden que se bifurca hacia el sur unos 50 km desde el cuerpo principal del fiordo. Tiene una profundidad máxima que supera los 800 m en proximidades de Norheimsund en el centro del fiordo.
En la península Folgefonn que pertenece al fiordo de Hardanger, se encuentra el tercer glaciar más largo de Noruega. Las tras partes que componen el glaciar Folgefonn cubren una área total de 220 km² y la zona fue declarada parque nacional en el año 2005.
El fiordo posee buenas condiciones para la piscicultura. Grandes instalaciones de cría de peces producen más de 40.000 toneladas de salmón y trucha arcoíris (2002) lo que convierte al fiordo de Hardanger una de las cuatro mayores regiones de cría y explotación comercial de peces.
Actualmente el fiordo está dividido entre 13 municipios: Bømlo, Eidfjord, Etne, Granvin, Jondal, Kvam, Kvinnherad, Odda, Sund, Sveio, Tysnes, Ullensvang y Ulvik. Entre todas ellas suman una población total de poco más de 70 000 habitantes (2008), en un área de 8 471 km².

## Historia
Hace unos 10 000 años la masa continental de Escandinavia comenzó a elevarse cuando las  enormes masas de hielo de los glaciares comenzaron a derretirse. Las  zonas bajas de los valles se inundaron, y crearon lo que hoy es el  fiordo de Hardanger. El valle se conformó no solo por erosión glaciar  pero también por la contribución del agua a alta presión que circulaba  por debajo del manto de hielo.
La historia del fiordo se remonta más allá de su pasado vikingo, a una época en que los cazadores merodeaban las montañas que lo rodean, y posteriormente comenzaron a realizar actividades agrícolas en esta zona fértil que hoy es considerada el vergel de Noruega. Posteriormente el fiordo comenzó a ser un destino turístico importante en Noruega, y en 1875 Thomas Cook comenzó cruceros semanales desde Londres hacia el Hardanger, atraído por sus espectaculares paisajes, glaciares y grandiosas cascadas. A comienzos de siglo comenzó el aprovechamiento de la energía de los cursos de agua más importantes para proveer a centros industriales de las localidades y asentamientos en el fiordo, tales como Odda.
Hoy en día hay un resurgimiento de la actividad turística en el fiordo de Hardanger, lo que impulsa el desarrollo de las ciudades en su vecindad.

## Fiordos que se conectan al fiordo de Hardanger
Desde el oeste hacia el este:
- Embocadura
  - Husnesfjorden
  - Lokksundet
- Onarheimsfjorden
- Storsundet
- Kvinnheradsfjorden
- Øynefjorden
- Bondesundet
- Sildefjorden
- Hissfjorden
- Strandebarmsbukta
- Ytre Samlafjorden
- Indre Samlafjorden
- Utnefjorden
  - Granvinfjorden
  - Eidfjorden
    - Osafjorden
      - Ulvikfjorden
- Sørfjorden